# Kara-Khanid
Hãn quốc Kara-Khanid hay Khách Lạt Hãn quốc là một liên minh của các bộ lạc Đột Quyết được một triều đại cai trị, triều đại này trong sử sách được gọi là Karakhanid (cũng viết Qarakhanid) hay Ilek Khanid, (tiếng Ba Tư: قَراخانيان, Qarākhānīyān hay خاقانيه, Khakānīya, Hắc Hãn tiếng Trung: 黑汗, Đào Hoa Thạch 桃花石). Tất cả các tên gọi đều đại diện cho tước hiệu của Kara Kağan (Khách Lạt khả hãn), một tước hiệu quan trọng nhất của người Đột Quyết cho đến khi kết thúc triều đại.
Hãn quốc đã chinh phục được Transoxiana tại Trung Á và cai trị nơi này từ 999–1211. Việc họ đến Transoxiana là dấu hiệu về sự chuyển đổi cuối cùng trong quyền thống trị Trung Á, quyền này từ nay đã được chuyển từ tay người Ba Tư sang người Đột Quyết. Các kinh đô của hãn quốc bao gồm Kashgar, Balasagun, Uzgen và Samarkand. Lịch sử hãn quốc được xây dựng trên cơ sở các văn bản rời rạc và thường mâu thuẫn với nhau, cũng như các nghiên cứu về tiền xu.

### Lịch sử ban đầu

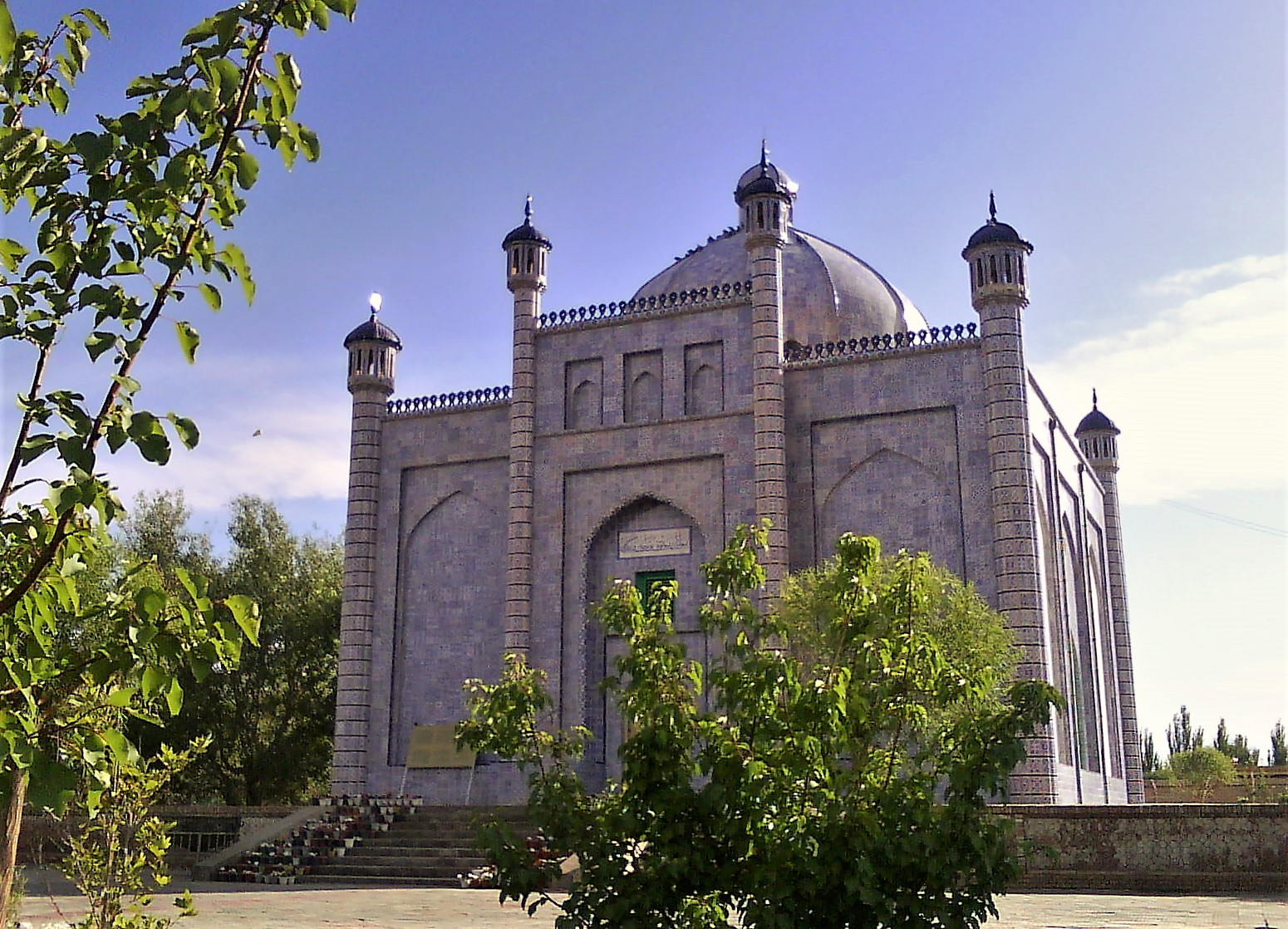
Lăng mộ Sultan Satuk Bughra Khan, hãn Hồi giáo đầu tiên, tại Artush, Tân Cương

## Chinh phục Transoxiana

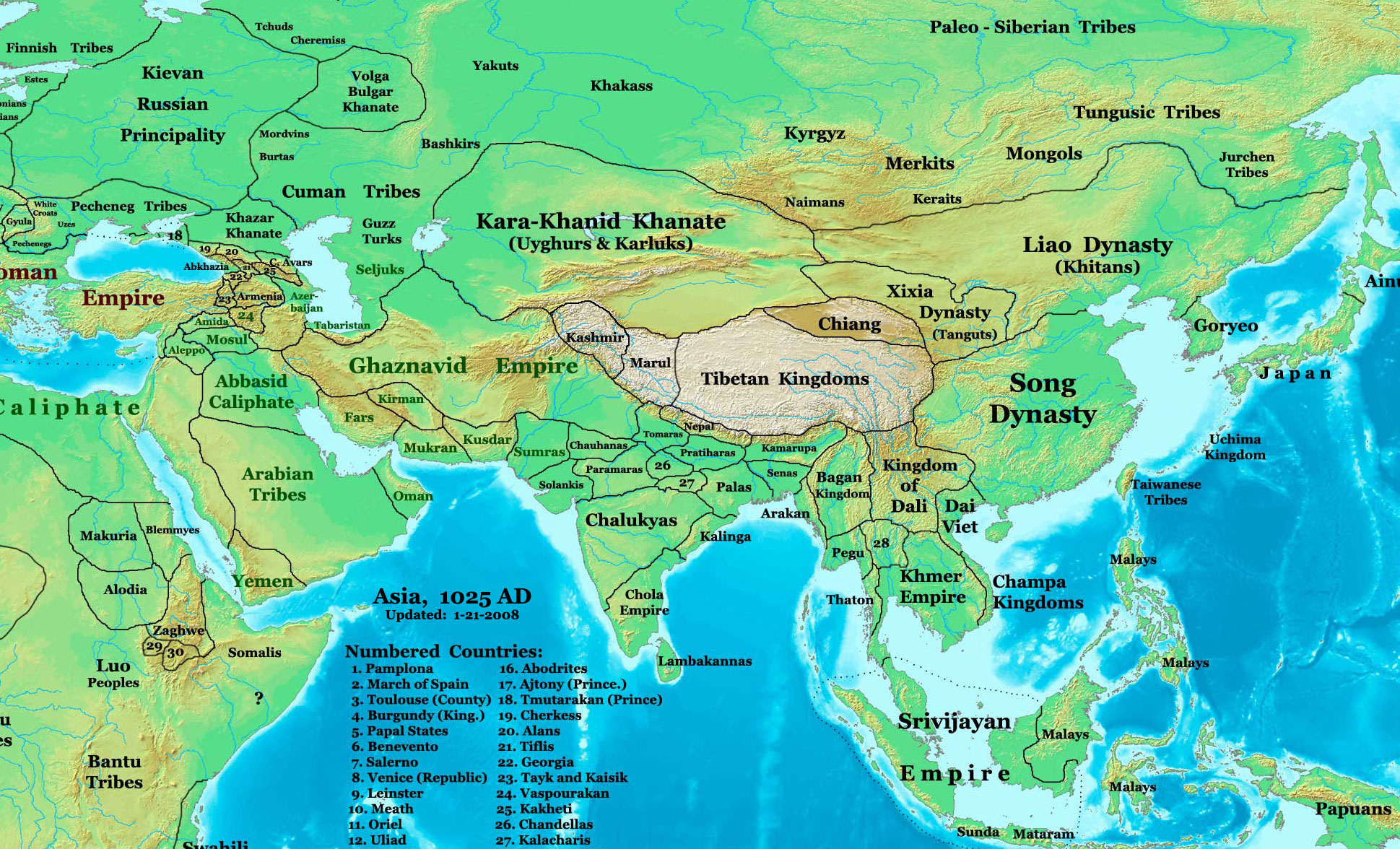
Kara-Khanid vào năm 1025.

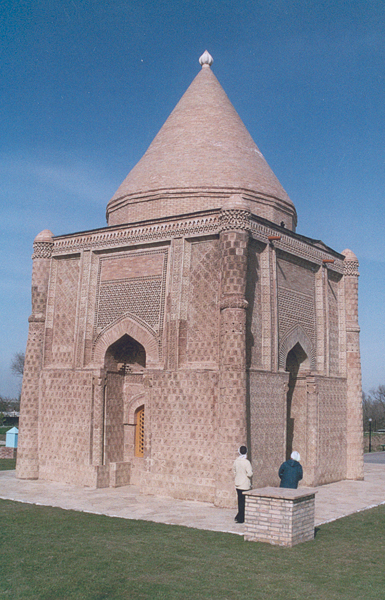
Lăng mộ phục hồi của Aisha Bibi gần Taraz.

## Tây Liêu xâm lược

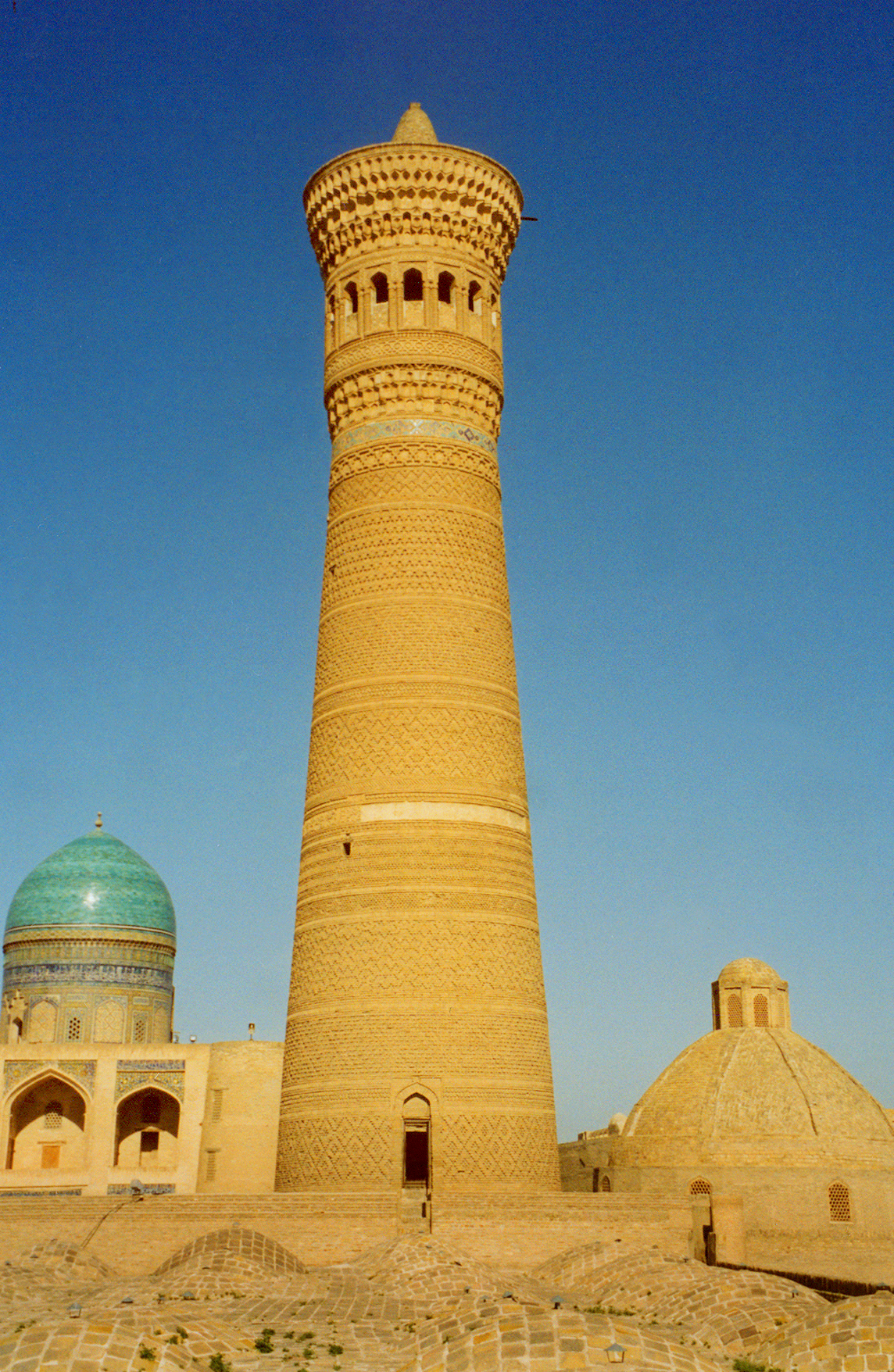
Tháp Kalyan tại Bukhara

## Văn hóa

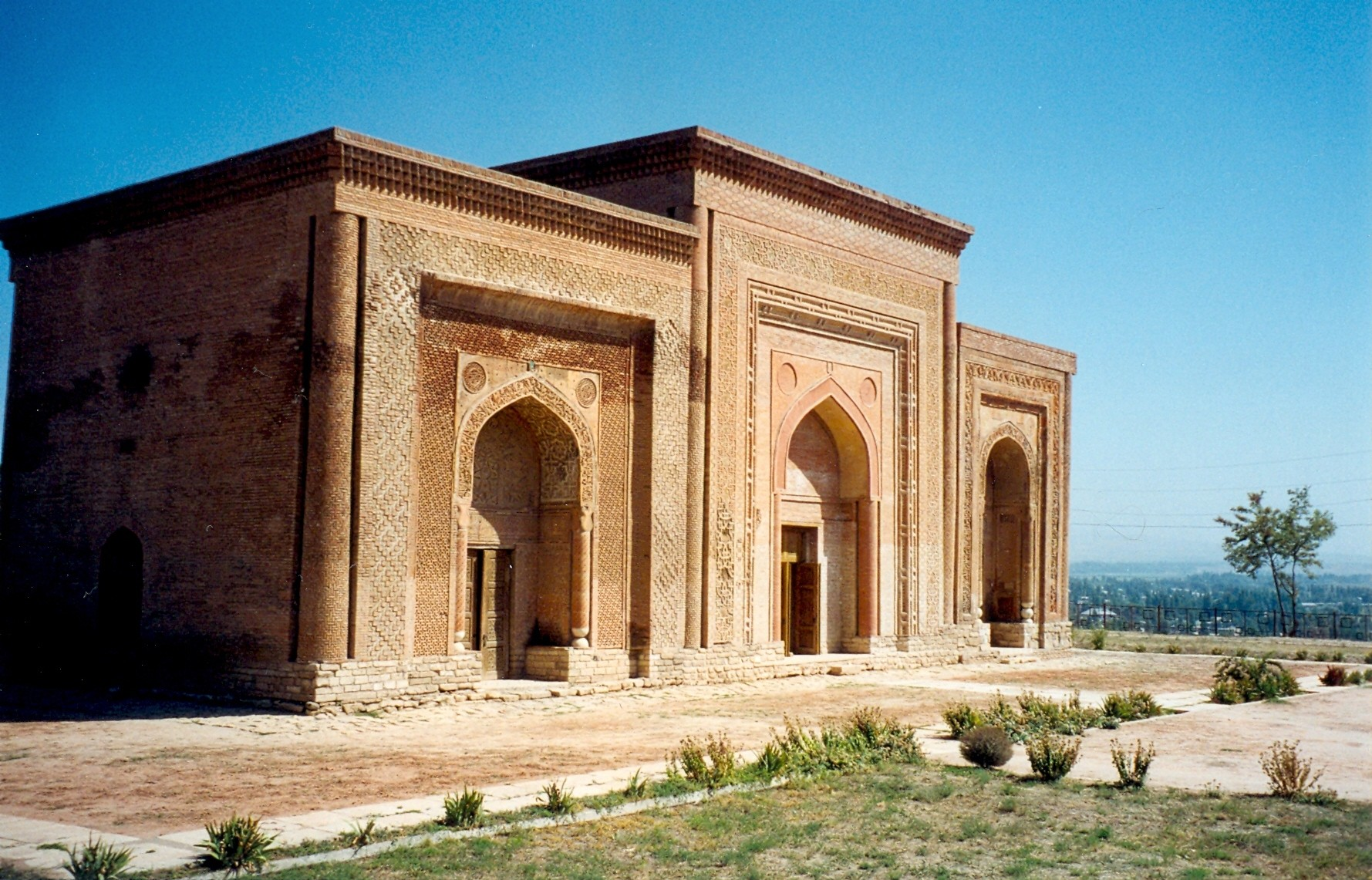
Lăng mộ Kara-Khanid thế kỷ 11-12 tại Uzgen, Kyrgyzstan.